# Английская революция
Английская революция, известная также как Английская гражданская война (англ. English Civil War); — происходивший в 1639—1660 годах процесс перехода Англии от монархии к республике, закончившийся смертью протектора Кромвеля и реставрацией монархии.
Революция приняла форму конфликта исполнительной и законодательной властей (король против парламента), который перерос в гражданскую, а также Религиозную войну между англиканами, католиками и колеблющимися шотландскими пуританами с одной стороны, и английскими пуританами с другой. В Английской революции был замечен, хотя и играл второстепенную роль, также элемент национальной борьбы (между англичанами, валлийцами, шотландцами, ирландцами).
Первая гражданская война началась 22 августа 1642 года, когда Карл I приказал поднять своё знамя над Ноттингемским замком, а закончилась война в 1646 году, когда Кромвель создал «Армию нового образца», одержавшую решающую победу в сражении при Нейзби.
Гражданская война завершилась полной победой парламента.

## Терминология
Термин «Английская гражданская война» является общеизвестным названием революции, однако историки часто разделяют её на 2 или 3 различные войны. Несмотря на то, что понятие описывает события, происходившие в Англии, конфликт также включал в себя войны против Шотландии и Ирландии и их гражданские войны.
В отличие от других гражданских войн в Англии, по сути представляющих собой борьбу за власть, эта война затрагивала ещё и сам образ правления в Британии и Ирландии, и экономическую систему. Поэтому историки называют английскую гражданскую войну - английской революцией. В марксистской историографии принято называть её «английской буржуазной революцией».

## Причины революции

### Экономические причины революции

#### Сельское хозяйство
Открытие Америки в 1492 году обеспечило приток серебра в Европу, что привело к революции цен и инфляции: например, между 1510 и 1580 гг. в Англии цены на продовольствие выросли втрое, а на ткани — на 150 %. Эти процессы привели к увеличению прибылей торговой буржуазии и к разорению крестьян и землевладельцев, чьи доходы были фиксированы.
Реформационными мерами в 1536—1540 гг. английские монастыри были закрыты, их имущество конфисковано. Церковные земли были выставлены на продажу и стали собственностью буржуа. Земля становилась привлекательным объектом для помещения капитала. Замкнутость общин стала разрушаться. Капитал из города стал переливаться в деревню, прежде всего в южных и восточных частях Англии. Местные помещики и спекулянты увеличивали ренты и поборы с крестьян, что вело к разорению многих из них. Недовольство крестьян прорывалось в потерпевших поражения восстаниях Роберта Кета в 1549 году и Джона Рейнольдса в 1607 году. Часть самостоятельных крестьян-йоменов смогла в своих хозяйствах организовать производство на рынок, расширяя свои территории и усиливая эксплуатацию своих арендаторов. Технического усовершенствования сельского хозяйства не происходило.
Свободному развитию буржуазных отношений препятствовали феодальные интересы королевского двора, аристократии и епископата, законы и политические учреждения. Например, сеньориальное право не давало земле переходить из рук в руки. Это не устраивало новое дворянство и буржуазию. Часть крестьян также желала жить по-старому и выплачивать фиксированную ренту. Большинство помещиков и крестьян, особенно на севере и западе страны, не были затронуты буржуазными отношениями.
В Англии исторически сложилась ориентация на европейский рынок шерсти. Это привело к развитию новых способов производства в сельской местности раньше, чем в городах. В деревнях развивалась рассеянная мануфактура. В этих условиях часть крестьянства стремилась к тому, чтобы наделы на земле лорда стали собственностью крестьян. В итоге крестьянство стало вести борьбу за землю с новым дворянством и буржуазией.

#### Торговля и промышленность
В конце XVI — начале XVII вв. в Англии начался промышленный подъём, который привел к большому увеличению объёма английской торговли. Происходил переход от вывоза сырья к вывозу готовых изделий. Англия перестала быть лишь поставщиком сырья для западноевропейских стран и стала конкурировать с их производством. Началась английская колониальная экспансия с целью поиска рынков и сырья. Развитие заморской торговли заставило коммерческие классы Англии острее почувствовать ограничения, задерживавшие их развитие внутри страны.
В средние века торговля и промышленность были сосредоточены в городах, где цехи строго контролировали их. Эта система предполагала наличие устойчивого и закрытого местного рынка. Теперь рынок расширялся. Вся нация стала единым экономическим целым и местные преграды для торговли рухнули.
В промышленности высокий уровень качества изделий городских цехов, ограничения, налагаемые ими на конкуренцию и на выпуск продукции, мешали капиталистическим предпринимателям удовлетворять требования растущего рынка. Поэтому предприятия переносились из городов в пригороды, в города без цехового законодательства и в деревни, где производству не грозило постороннее вмешательство и регулирование.
Старые средства контроля над промышленностью пришли в негодность. В интересах феодально-землевладельческого класса корона попыталась поставить промышленность и торговлю под свой контроль в национальном масштабе посредством монополий. Эти попытки оказались безрезультатными.

### Политические причины революции

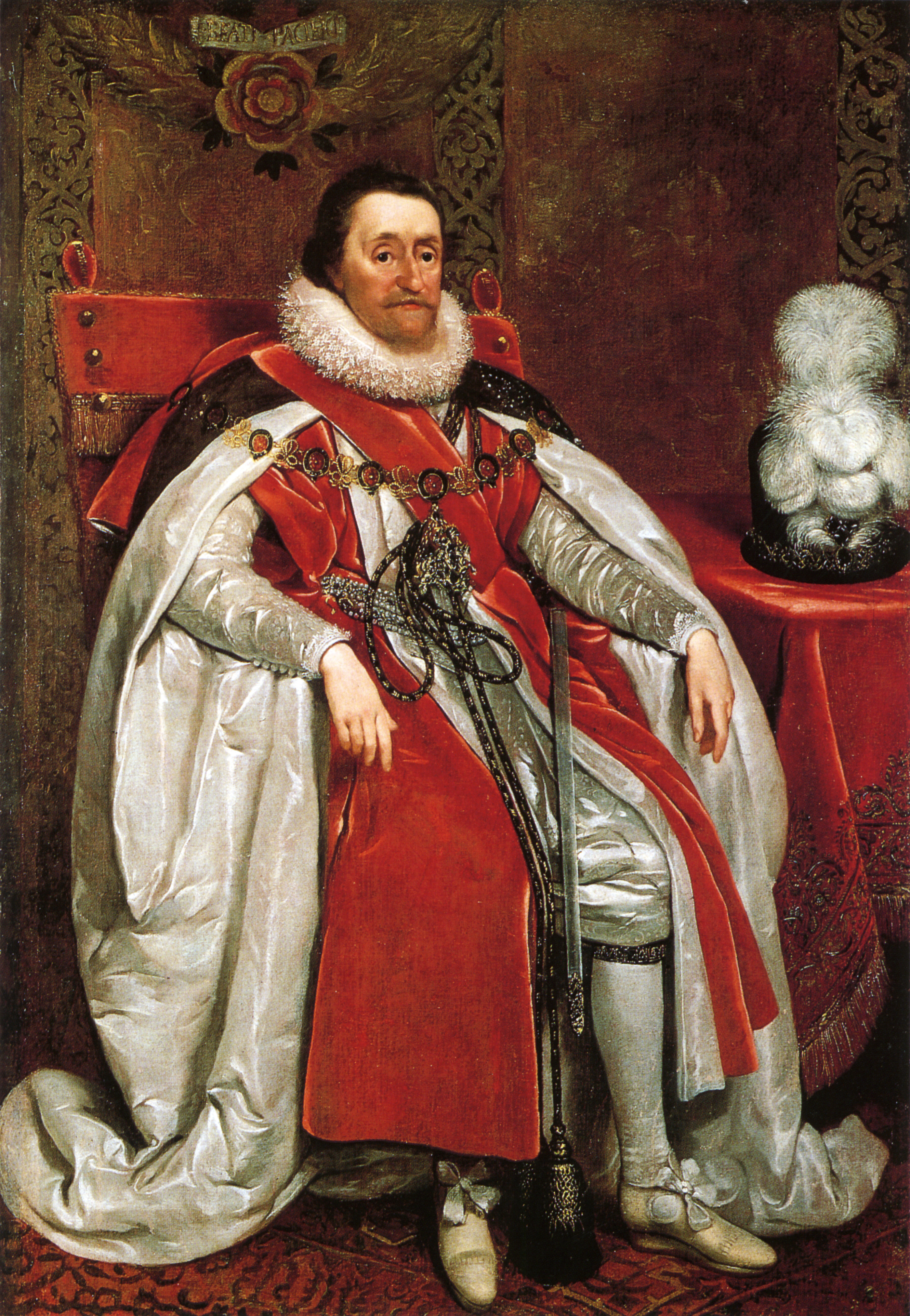
Яков I Стюарт

Во времена правления Елизаветы I непрекращающаяся опасность со стороны Испании ускорила формирование английского абсолютизма. Парламент поддерживал монархию, потому что правление Тюдоров на тот момент было выгодно для преуспевающих классов. К началу правления Якова I (англ. James I of England) Испания перестала быть опасным соперником, Англия была в хороших отношениях с Францией, и не было серьёзной угрозы из-за границы. Но устаревшее феодальное государство сдерживало дальнейшее развитие капитализма.
С начала XVII века парламент вёл борьбу против Якова I, самовольно повышавшего налоги. Раздор вызывало и разное отношение к колониям: буржуазные слои рассматривали колонии Англии как источник своих устойчивых прибылей, в то время как для Якова I и бедневшего дворянства колонии были источником земель, а также средством в международной политике.
Во внутренних графствах сформировался землевладелец нового, капиталистического типа. Им мог стать пират, купец из Сити, восприимчивый к новому способу хозяйствования феодал или поднявшийся зажиточный крестьянин. Эти землевладельцы избирались в качестве представителей своих территорий в парламент. Парламент становился их политическим орудием, защитником их интересов в борьбе против аристократии и старых феодальных отношений, сословных перегородок, препятствовавших свободной торговле и накоплению капиталов.
Главной опорой защищавших старый отсталый порядок землевладельцев являлся королевский двор. Сам король был крупнейшим землевладельцем старого типа, и таковыми же были епископы.
Конфликт между землевладельцами старого (феодального) и нового (капиталистического) типа выразился в виде противостояния короля и парламента.

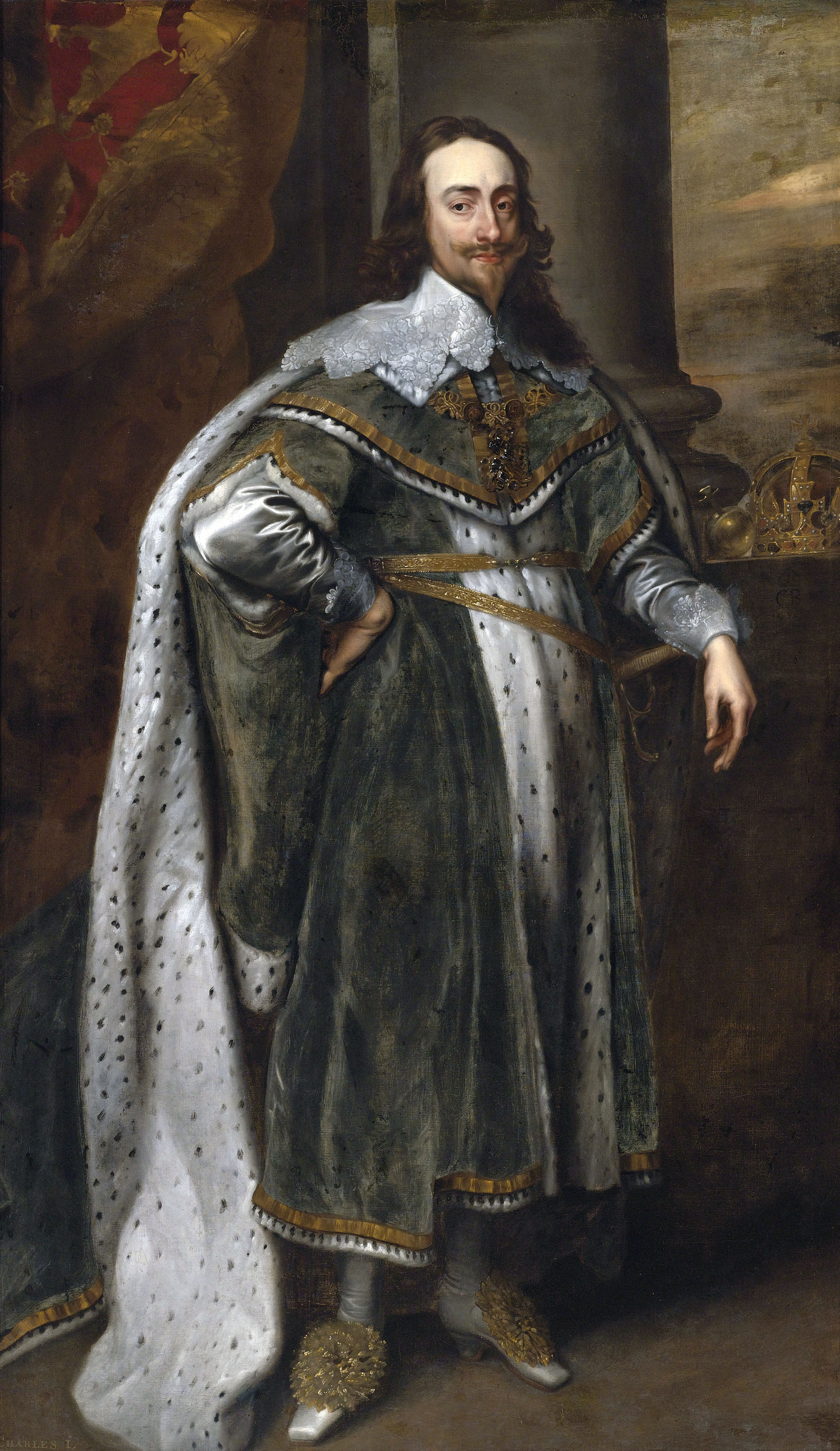
Карл I

В 1628 году парламент, приняв «Петицию о праве», объявил незаконными неодобренные им налоги и воспрепятствовал созданию постоянной армии, подчинённой королю. Приняв «Петицию», Карл I вскоре поссорился с Палатой общин из-за толкования документа и внезапно распустил парламент в марте 1629 года.
В ходе дальнейшего самостоятельного правления Карла I королевские власти предприняли вмешательство в деятельность судов, увеличение феодальных платежей, распространение монополий и восстановление корабельного налога (англ. Ship money). Карл также разозлил парламент, женившись на сестре французского короля Людовика XIII, Генриетте-Марии, которая была католичкой.
Отказ Джона Хэмпдена в 1637 году уплачивать корабельные деньги и суд над Хэмпденом вызвали массовый отказ от уплаты налогов. Окончательное политическое банкротство Карла I произошло в 1640 году в условиях экономического кризиса и восстания феодальной знати в Шотландии, которая была недовольна шагами короля по ограничению её политической и религиозной независимости. Карл I был вынужден уступить шотландцам и начать выплачивать им компенсацию за военные расходы, в результате чего обострилась проблема сбора налогов. Созванный для решения этого вопроса парламент был распущен королём через три недели («Короткий парламент»).
Но уже в ноябре того же года собрался «Долгий парламент», которому правительство должно было уступить — Пим, Хэмпден и другие лидеры оппозиции провели успешную избирательную кампанию по всей стране. «Долгий парламент» отличался от своих предшественников лишь продолжительностью работы. Он представлял те же классы, главным образом джентри и богатых купцов. Несмотря на то, что в лагере оппозиции зрели внутренние противоречия, в 1640 году все классы объединились против короны.
Король требовал денег для подавления шотландского мятежа; парламент ответил предъявлением длинного списка злоупотреблений правительства. Долго сдерживаемая ненависть к королевским советникам вспыхнула теперь ярким пламенем; общины обвинили приближённых короля графа Страффорда и архиепископа Лода в государственной измене и засадили обоих в тюрьму. Сопротивление короля было сломлено. Парламент закрыл Звёздную палату и в январе 1641 года вынудил короля принять закон, предоставивший парламенту право собираться через каждые 3 года, даже без королевского созыва. Несмотря на блестящую защиту Страффорда, ведённую им самим, он был обвинён в покушении на вольность страны и приговорён к смерти. Король подписал смертный приговор, и 11 мая 1641 года Страффорд был казнён.

#### Стороны конфликта
Силы, участвовавшие в английской революции, представляли старый феодальный порядок, с одной стороны, и новый, капиталистический, с другой. Традиционную монархию и феодальные обычаи защищала государственная церковь и консервативная часть лендлордов. Парламент же пользовался поддержкой развившихся торговых и промышленных групп в городе и деревне - йоменов и прогрессивного дворянства.

#### Религиозный конфликт

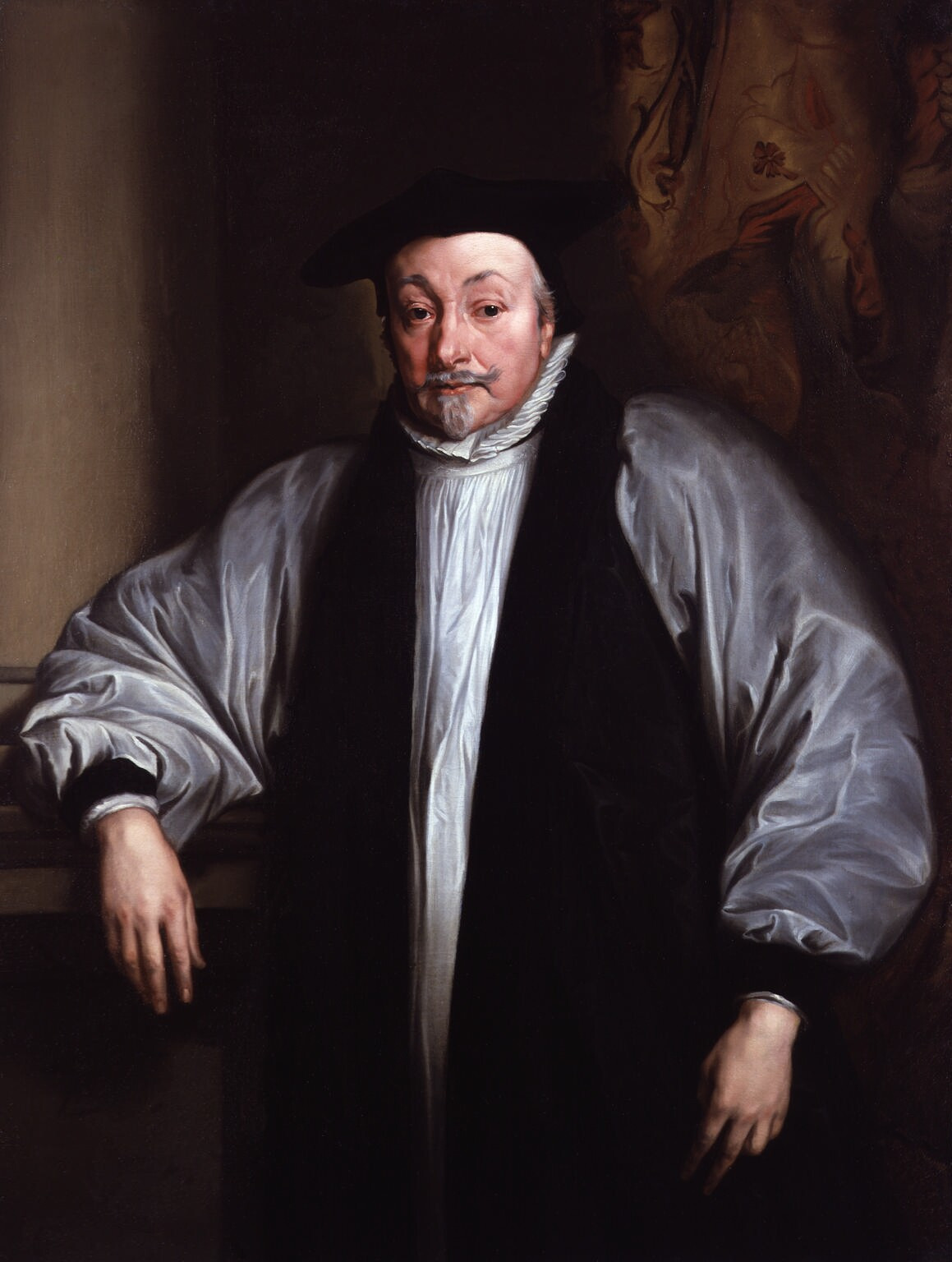
Уильям Лод

Религия играла огромную, определяющую роль в событиях английской революции. Фактически сама революция началась с попытки англиканской церкви изменить некоторые церковные обряды, в частности, сильное недовольство вызвало изменение практики причастия.
Английский историк Кристофер Хилл, автор книг по истории пуританизма, писал:
«Мы <…> не отрицаем, что „Пуританская революция“ была и политической и религиозной борьбой, но утверждаем, что она была чем-то ещё большим. Борьба шла по вопросу о самой природе английского общества и о его будущем развитии».
Официальная церковь призывала к покорности королю. В ходе конфликта духовенство выступало не только сдерживающей, но и наступающей силой, стремясь вернуть себе некоторые из потерянных церковных доходов и привилегий, в частности, десятину, которая первоначально взималась на церковные нужды, но впоследствии была присвоена светскими лендлордами. После убийства герцога Бекингема главным королевским советником стал Уильям Лод, архиепископ Кентерберийский. Лод считал, что король правил «Божьею милостью», а тех, кто не верил в божественность короля, Лод называл плохими христианами.
В годы правления Марии Тюдор (1553—1558) многие протестанты отправились в изгнание. Ознакомившись с идеями одного из лидеров Реформации того времени Жана Кальвина из Швейцарии, они вернулись обратно на родину, когда на престоле уже была Елизавета I. Они были огорчены положением в стране и тем, что англиканская церковь заимствовала очень много из католицизма. Пуритане были ветвью протестантства, которая хотела очистить Английскую церковь от католических традиций.
При Карле I пресекались дискуссии в церкви и пропагандировалось представление о священности особы короля. В 1640 году были приняты 17 канонов Церкви Англии, которые были провокационными для пуритан. В частности, устанавливалось, что отлучения, штрафы и другие наказания должны были налагаться на основе полномочий, предоставленных епископом светскому лицу, или же самим епископом. При этом для пуританизма была характерна готовность придавать особое значение конфликтам в мирской жизни. Именно накал религиозных настроений сильно способствовал тому, что в стране началась гражданская война.
В парламенте пуритане образовали две партии: пресвитериане и индепенденты (англ. Independents). Пресвитериане были умеренной партией, они хотели упразднить институт священства, а во главе общин поставить выборных пресвитеров, подотчётных ассамблее. Индепенденты, в отличие от пресвитериан, были против любой церковной иерархии. Они сформировали радикальную революционную партию и боролись за ограничение власти монарха. Лидером индепендентов стал Оливер Кромвель. Борьба разных сторон за господство над церковью имела важнейшее значение.

## Революция

### Начало революции
«Долгий парламент» выдвинул основные требования:
1. ликвидация феодальной бюрократической машины;
2. недопущение создания постоянной армии, подвластной королю;
3. отмена финансовых мер короны, вызвавших всеобщее экономическое расстройство;
4. контроль парламента над церковью.

Королевский штандарт Карла I, поднятый им в Ноттингеме 22 августа 1642 года.

Кризис был ускорен восстанием в Ирландии в 1641 году. Парламент был единодушен в решимости усмирить первую британскую колонию, но буржуазия наотрез отказалась доверить Карлу армию, необходимую для нового её завоевания. Таким образом, парламент был вынужден принять власть над армией.
Согласно Биллю о милиции Артура Хаселрига, король не должен был стать верховным главнокомандующим армии. После категорического отказа парламента изменить билль разгневанный Карл I решил, что пришло время нанести ответный удар. 4 января 1642 года, Карл отдал приказ арестовать Джона Пима, Артура Хаселрига, Джона Хэмпдена, Дензила Оллеса и Уильяма Строда. Всем пятерым удалось бежать, прежде чем прибыли солдаты — «птички улетели», как резюмировал король. Члены парламента решили сформировать свою собственную армию. После провала попытки арестовать пятерых членов парламента, Карл бежал из Лондона в Йорк. Опасаясь, что гражданская война неизбежна, Карл начал собирать армию.
Консервативная часть дворянства встала на сторону короля. Будущие роялисты ушли из парламента под предлогом нежелания отменить епископат, а в действительности (как сказал один из членов парламента в прениях) потому, что «если мы установим равенство в церкви, то придем к равенству в государстве». Конфискация имущества церковных землевладельцев потенциально открывала бы путь и к конфискации крупной собственности светских владельцев. Крупная буржуазия испугалась и ощутила необходимость в каком-то соглашении с монархией, реформированной и отвечающей её интересам, чтобы задержать подъём народного возбуждения.
Таким образом сформировались условия Первой гражданской войны.

### Первая гражданская война

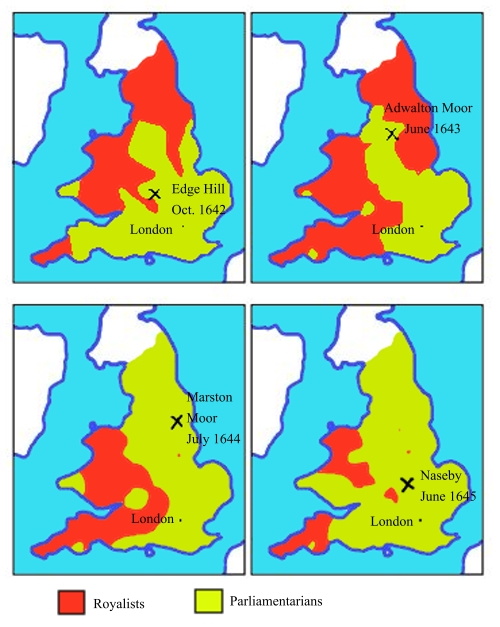
Карта территорий под контролем парламентариев (зелёный) и роялистов (красный)

2 июня 1642 года парламент направил королю «Девятнадцать предложений», которые в случае их принятия «с Божьего благословения устранят подозрительность и разногласия» между королем и народом, так «несчастливо порожденные законом, и обеспечат как Вашему Величеству, так и им постоянный курс чести, мира и счастья». Каждое из девятнадцати предложений было направлено в той или иной степени на ограничение полномочий короля. В частности, они включали требования о назначении высших должностных лиц только с одобрения обеих палат парламента, требования о том, чтобы король согласился «с порядком, который лорды и общины избрали для распоряжения ополчением, до тех пор, пока это не будет в будущем закреплено биллем», чтобы форты и замки королевства перешли «под командование и попечение лиц, которые будут назначены Его Величеством с одобрения обеих палат парламента». 21 июня 1642 года король отклонил эти требования, назвав их неблагоразумными.
22 августа 1642 года король поднял свой флаг в Ноттингеме и затем двинулся на Лондон. Племянник короля, принц Руперт, был назначен главнокомандующим кавалерией. Несмотря на то, что принцу было всего двадцать три года, он уже приобрёл большой опыт в сражениях за нидерландцев. Принц Руперт обучил кавалерию тактике, которой он сам выучился в Швеции. Тактика включала в себя сшибку с врагом на полном скаку.
Основными ресурсами парламента были богатства Лондона, административные способности буржуазии, а главное, инициатива и находчивость простонародья. Лишь упорное сопротивление населения трёх крупных портов — Гулля, Плимута и Глостера, а также оборона лондонских граждан у Тэрнхэм Грин в 1643 году и их поход на помощь Глостеру остановили наступление роялистов на Лондон.

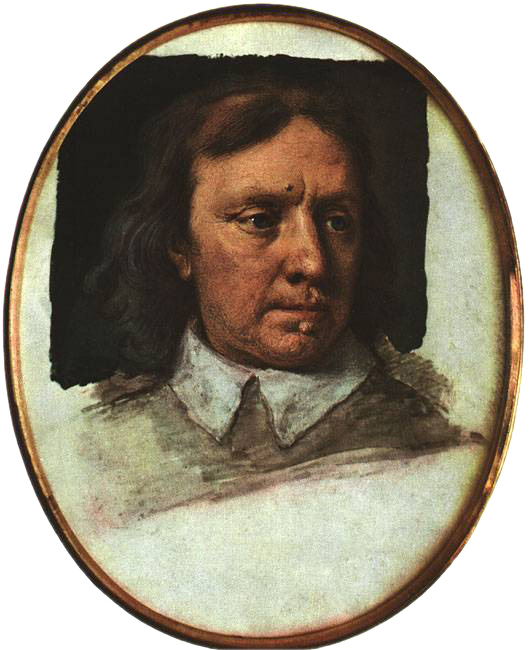
Оливер Кромвель

Оливеру Кромвелю удалось преодолеть стихийность этих усилий народа, организовать массы. Он обратил внимание на вражескую кавалерию. Несмотря на то что у него не было военного образования, его опыт землевладельца позволял ему разбираться в лошадях. Кромвель знал, что хорошо обученные пикинёры, вооружённые 5-метровыми пиками, могли дать сильный отпор «кавалерам». Он также заметил, что кавалерия Руперта плохо соблюдала дисциплину и при атаке каждый всадник действовал индивидуально. Кромвель тогда научил своих всадников не рассыпаться при атаке и держаться вместе. Его кавалерия приняла участие в бою при Марстон-Муре в Йоркшире в июле 1644 года. В результате победы при Марстон-Муре весь север Англии оказался во власти парламента.
Армия парламента одержала полную победу в сражении при Несби в Нортгемптоншире 14 июня 1645 года, взяв самых опытных врагов в плен и захватив оружие и снаряжение королевской армии. Эта битва стала окончательным разгромом сил роялистов. После неё Карл был уже не в состоянии собрать новое войско, которое было бы в силах дать хоть какой-то отпор парламентской армии. В 1646 году Карл бежал к шотландцам.

### Конфликт Парламента с Армией
После победы в первой гражданской войне в лагере победителей обнаружились противоречия. Пресвитериане доминировали в парламенте. В июле 1646 года они начали переговоры с королём, который теперь находился на севере Англии в плену у шотландцев. Согласно предлагаемому Соглашению (англ. Covenant) должна быть единая пресвитерианская церковь Англии и Шотландии; парламент контролировал армию в течение двадцати лет (что, по их мнению, было ожидаемым сроком жизни короля); пятьдесят семь сторонников короля должны были быть исключены от помилования на том основании, что они совершили различные преступления в ходе войны.
В феврале 1647 года парламент выплатил выкуп шотландцам за короля. Шотландцы передали короля англичанам, и король был доставлен на юг в загородный дом Холмби-Хаус (англ. Holmby House), в Нортгемптоншире, к северо-западу от Лондона, где парламент продолжил с ним переговоры. Пресвитериане надеялись избавиться от революционно настроенной армии, отправив её завоёвывать Ирландию. Армии нового образца, которая была расквартирована в восточной Англии под Кембриджем, было приказано либо расформироваться, либо записаться добровольцами для службы в Ирландии, где ирландская конфедерация все ещё контролировала ситуацию. Это требование спровоцировало армию, которая уже была обеспокоена перспективой урегулирования на условиях пресвитерианского парламента.

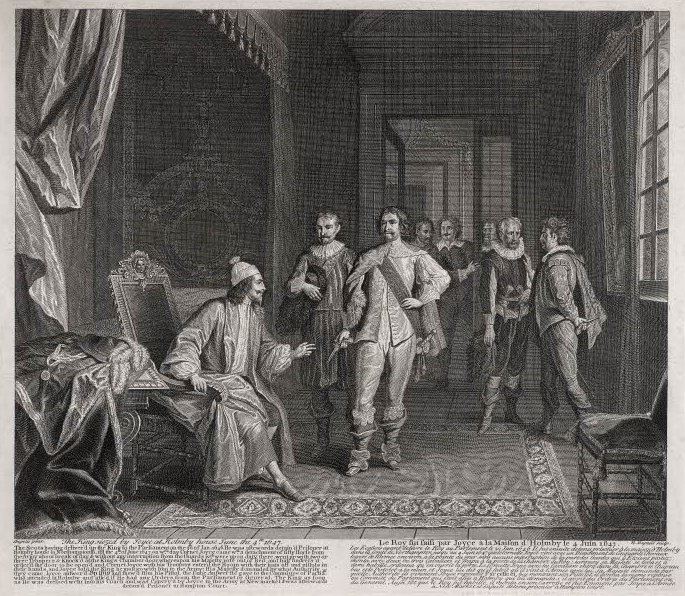
Корнет Джойс и Карл I

В апреле и мае 1647 года кавалерийские полки Армии нового образца избрали своих представителей. Их называли «агитаторами». Был сформирован Совет армии, состоящий из высших офицеров, командиров полков и представителей солдат из различных полков. Затем 4 июня младший офицер, корнет Джойс, отправился в Холмби-Хаус, захватил короля и привёз его в армию. Когда Джойс прибыл в Холмби-Хаус, охранник спросил его, где его ордер на передачу короля, и он, выхватив свой пистолет, сказал: «Вот мой ордер!». 14 июня 1647 года армия издала и напечатала «Заявление армии». В нём говорилось, что они «не просто наёмная армия», а армия, призванная защищать «наши собственные и справедливые права и свободы людей». Она выступает за чистку Долгого парламента от её врагов, за чёткое определение продолжительности деятельности парламентов, периодичность выборов, подтверждение права на подачу петиций и за свободу вероисповедания. Затем, в конце июля 1647 года, демонстрации в Лондоне от имени пресвитериан и против действий армии привели к тому, что независимые (Индепенденты) члены парламента бежали из города. Они бежали в армию и просили о её защите. 6 августа армия выступила на юг и оккупировала Лондон, вернув бежавших в парламент, из которого в то же время теперь бежали некоторые из их пресвитерианских противников.
Армейские лидеры начали составлять свои собственные условия, «Главы предложений» (англ. Heads of the Proposals), для переговоров с королём, который сейчас находился у них в руках. Армия настаивала на том, что будущий парламент должен избираться каждые два года и будет контролировать вооружённые силы, но только десять лет, а не двадцать. Они исключали помилование только семи роялистов. Они даже хотели разрешить воссоздание Англиканской церкви с епископами и старым молитвенником, но исключали принудительные полномочия над теми, кто предпочитал другие формы веры — восстановление Англиканской церкви, но со свободой совести. Советник Карла I на переговорах Сэр Джон Беркли призвал короля принять эти предложения. Он сказал, что никогда бы потерянное королевство не было бы так легко восстановлено, как на таких условиях (англ. «never was a Crown so near lost, so cheaply recover'd, as his Majesty's would be, if they agreed upon such terms", но король колебался. Карл I разговаривал с армейскими грандами высокомерно. С его уст слетело: «Вы ничего не значите без меня. Вы превратитесь в прах, если я перестану Вас поддерживать». Беркли позже записал в своих мемуарах, что, по его мнению, король не согласился потому, что он не доверял Кромвелю и Айртону, и причина, по которой он им не доверял, заключалась в том, что они ничего не просили для себя.
Король просто затягивал время и тайно начал переговоры с шотландцами, которые всё больше беспокоились о том, что происходило в Англии и каковы перспективы индепендентов у власти. Между тем, ещё ряд предложений поступил от агитаторов и некоторых из офицеров в Совете армии: на них оказывали глубокое влияние взгляды лондонского радикального движения — левеллеров.

### Левеллеры и дебаты в Патни

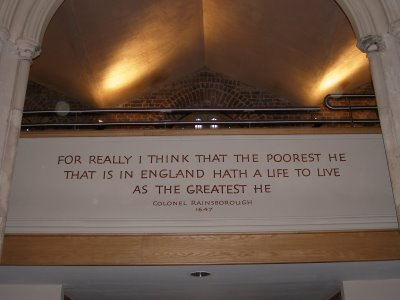
«For really I think that the poorest he that is in England hath a life to live as the greatest he»
— Я действительно считаю, что самый последний бедняк в Англии должен иметь возможность прожить такую же жизнь, как и самый могущественный человек
(Томас Рейнсборо)
Мемориальная доска в церкви Св. Марии, Патни, Лондон

Левеллеры во главе с Джоном Лильберном, Ричардом Овертоном, Уильямом Уолвином и Джоном Вайлдманом сначала выступали как памфлетисты от имени свободы совести. Но их опыт в отношениях с нетерпимым пресвитерианским парламентом привёл к тому, что они стали подвергать сомнению всю основу государственной власти. Они заявляли в своих памфлетах, что выступают от имени «среднего и бедного рода людей», «стоптаных башмаков, солдат, кожаных и шерстяных фартуков и всех трудящихся и трудолюбивых людей Англии». Они выдвинули требование, «что вся власть изначально и по существу находится во всём народе» — декларацию о народном суверенитете. В том числе они требовали однопалатный парламент: они отменили бы Палату лордов и перераспределение мест в парламенте с тем, чтобы сделать его более справедливым. Выборы должны проводиться каждые два года с гораздо более широким избирательным правом. Некоторые из левеллеров выступали за всеобщее избирательное право, другие — за более ограниченное, но, главное, за коренную реформу правовой системы, законов, которые должны быть упрощены и печататься на английском языке.
В октябре 1647 года большая часть программы левеллеров была собрана в «Народное соглашение» (англ. Agreement of the People), которое обсуждалось и затем было напечатано и предложено в Совет армии в ходе ряда дебатов, которые проходили в церкви Патни. Они и известны как дебаты Патни. В Патни, небольшом на то время городе, находился штаб армии. Множество из сделанных заявлений являются наиболее необычными, экстраординарными для своего времени декларациями. Генри Айртон, который вёл большую часть дебатов от имени офицеров, думал, что все должны пользоваться свободой согласно законам государства, но он как представитель своего класса считал, что в голосовании должны участвовать только собственники с «постоянным и фиксированным интересом в королевстве» (англ. a permanent and fixed interest in the kingdom). В противовес этой точки зрения полковник Томас Рейнсборо отвечал: «Самый последний бедняк в Англии должен иметь возможность прожить такую же жизнь, как и самый могущественный человек, и поэтому, сэр, я действительно считаю, каждый человек живущий при правительстве, сначала должен дать согласие на такое правительство». Айртон обратился к важности конституционной традиции в урегулировании конфликта, на что солдат Сексби призвал рассматривать «разумность урегулирования», а не конституционный прецедент.
Заседания Совета армии, имевшие характер конференции, начались 28 октября и продолжались до 11 ноября 1647 года и закончились внезапно ввиду нового кризиса — король бежал из-под ареста.

### Вторая гражданская война

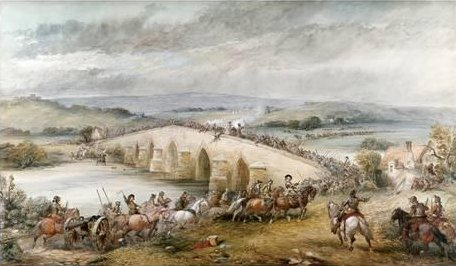
Битва при Престоне

11 ноября 1647 года Карл I бежал из-под стражи, отправился на юг и укрылся на острове Уайт у южного побережья Англии. Там он находился под почётной стражей губернатора-парламентария, но ему разрешалось принимать посетителей, в том числе представителей из Шотландии.
15 ноября, столкнувшись с этой ситуацией, Фэрфакс и Кромвель призвали армию к рандеву и дисциплина была восстановлена. Кромвель проезжал вдоль рядов, срывая копии «Народного соглашения» со шляп солдат, которые пришли с копиями соглашения в их шляпах. Один из солдат был расстрелян. В декабре 1647 года король заключил соглашение с шотландскими представителями, «Ингейджер» (англ. Engagers). В соглашении он обязался признать пресвитерианскую церковь в обмен на военную помощь; и он также начал вести переговоры с ирландской конфедерацией. Вскоре после этого весной 1648 года начались согласованные восстания роялистов: в Уэльсе, в Южном Уэльсе, в Кенте, в Эссексе и на севере в Йоркшире. Тем временем сторонники Карла в Шотландии начали собирать армию для вторжения в Англию.
После столь больших надежд на урегулирование, щедрости Глав предложений, которые были предложены королю, возобновление войны ожесточило лидеров армии. 29 апреля 1648 года они призвали всю армию на общее собрание в Виндзоре к западу от Лондона, прежде чем разделиться на части, которые должны были взять на себя подавление роялистских восстаний в разных районах королевства. Настроение в Виндзоре сильно отличалось от настроения в Патни. Оно было результатом религиозных тревог, гнева и ожиданий среди солдат, которые не хотели снова сражаться. Они видели возобновление войны как суждение от Бога по их предыдущим действиям и испытание их решимости, и они решили, что Карл был «человеком, против которого Господь стал свидетелем» — декларация, которая закончила встречу, и, следовательно, «что наш долг, если когда-либо Господь вернёт нас к миру, в том, чтобы призвать Карла Стюарта, этого кровавого человека, к ответу, в счет той крови, которую он пролил, и злодеяния он совершил всё возможное против дела Господа и людей несчастной страны».
И в этом настроении армия выступила: Фэйрфакс на восток, Кромвель сначала в Уэльс, а затем на север. 17-19 августа 1648 года он встретил и сокрушил гораздо большую по численности шотландскую армию роялистов в битве при Престоне. Кромвель видел эту победу как божественное рукоположение. В депеше, которую он отправил в Лондон, он не видел в ней «ничего, кроме руки Бога». Армия возвращалась в Лондон в настроении религиозного ликования, останавливаясь в Йоркшире, чтобы сокрушить последнее сопротивление роялистов в замке Понтефракт перед тем, как отправиться на юг. При осаде Понтефракта Томас Рейнсборо, левеллер, был убит.
После победы во второй гражданской войне гранды и левеллеры объединились, чтобы изгнать соглашателей из парламента (Прайдова чистка) и привлечь короля к суду. 30 января 1649 года, после непродолжительного суда, Карл I был казнён как «враг всех добрых людей этой нации». Монархия была объявлена «излишней, обременительной и опасной для свободы, безопасности и общественных интересов народа» и упразднена. Палата лордов, также признанная «бесполезной и опасной», тоже была упразднена. 19 мая 1649 года была провозглашена республика.
Это был пик развития Английской революции.

### Роль армии

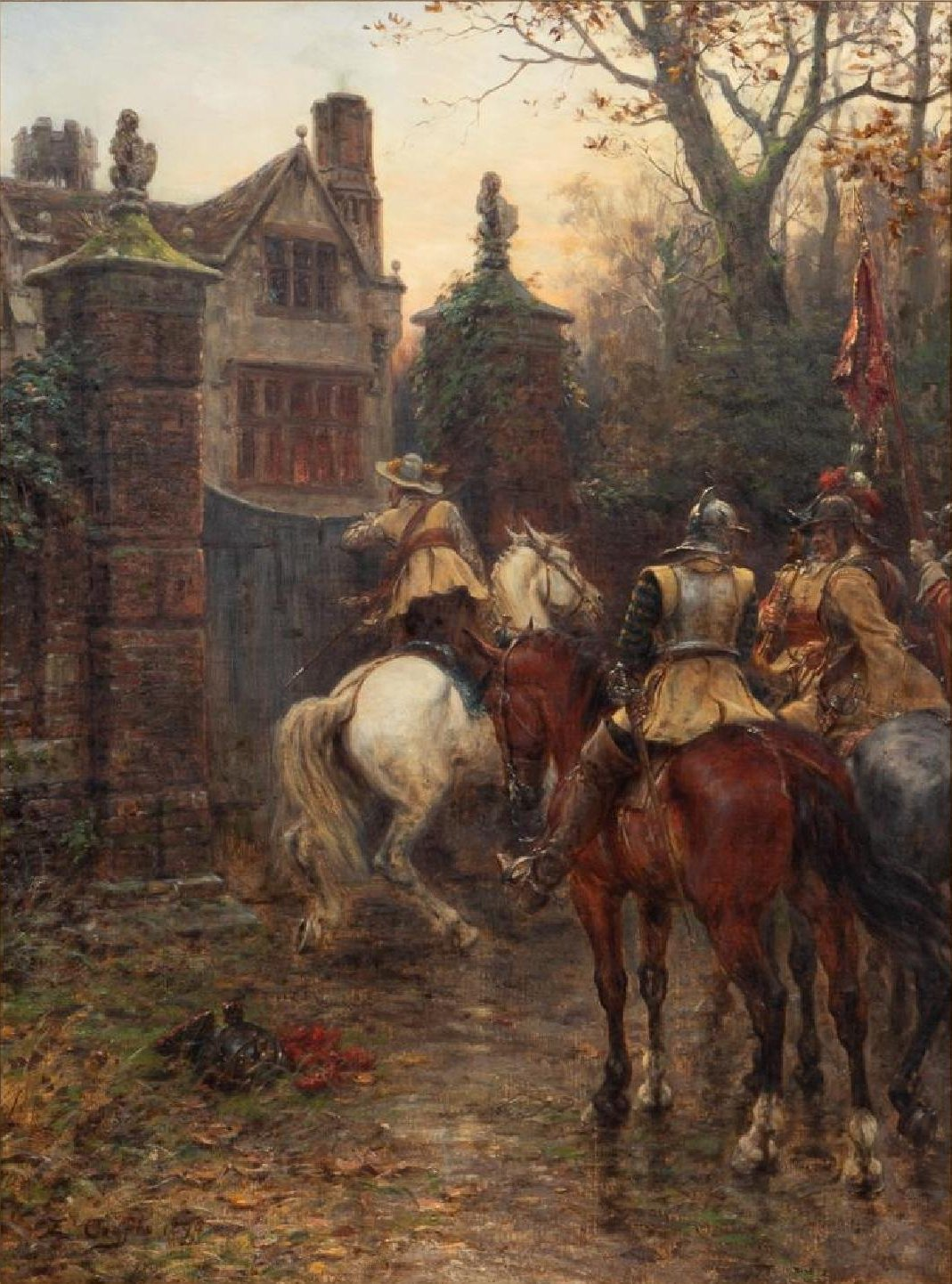
«Непрошеные гости». Худ. Эрнест Крофтс, 1894 г.

Успехи армии парламента основывались на богатстве и административных способностях буржуазии, инициативе и находчивости простого народа, демократизме организации. Антироялистское движение оказалось расколото на пресвитериан и индепендентов. Пресвитериане выступали за парламентскую монархию, тогда как индепенденты — за республику. Пресвитериане в войне полагались на профессиональную шотландскую армию, которая стоила дорого, но действовала мало. В 1645 году Кромвелю удалось добиться демократизации армии: по «Биллю о самоотречении» все члены парламента сложили с себя командование. Пэры лишились своего традиционного права командовать вооруженными силами, была создана 22-тысячная «Армия нового образца», опиравшаяся на демократические элементы в армии. Её главнокомандующим стал генерал Томас Ферфакс, в то время как командующим кавалерии стал Оливер Кромвель. Ударной силой армии стала йоменская конница Кромвеля, чья дисциплина была основана на добровольном подчинении. В армии велось открытое обсуждение любых, в том числе политических, проблем, её солдаты были более политически сознательны и дисциплинированны, чем солдаты королевских армий.
Йоменская конница стала центром организации раздробленных крестьян и ремесленников. В среде рядовых солдат и низших офицеров в 1647 году возникло движение левеллеров. Ими были организованы Советы солдатских агитаторов и Армейский совет, в своем распоряжении они имели партийную кассу, печатный станок, связи с Лондоном, с другими армиями и гарнизонами, с флотом. Левеллеры выступали за радикальную демократизацию армии и органов власти и защиту интересов мелких собственников. Их политический манифест под названием «Дело Армии» (англ. The Case of the Armie Truly Stated), обсуждался на расширенном заседании Совета Армии в Патни, по результатам которого было решено выработать декларацию, которая была бы утверждена на общем собрании армии и стала бы основой любого будущего конституционного соглашения. В 1649 году, после победы армии во второй гражданской войне, Прайдовой чистки парламента, казни Карла I и провозглашения республики, левеллеры были подавлены грандами, руководители этого движения были расстреляны. Неустойчивое классовое положение мелких собственников-левеллеров, в среде которых шло активное имущественное расслоение, обрекало движение на поражение.
Подавление левеллеров означало разрыв крупной буржуазии и дворянства с крестьянством. Но армия была всё ещё необходима как инструмент буржуазных преобразований, происходивших в 1650-х годах:
1. Завоевание Ирландии, экспроприация местных землевладельцев и крестьянства.
2. Завоевание Шотландии, необходимое для предотвращения реставрации монархии, которая могла исходить оттуда.
3. Снос крепостей, разоружение кавалеров и обложение их разорительными налогами, что предотвращало реставрацию старого порядка.
4. Проведение в жизнь Навигационного акта, что было обеспечено командирами военных кораблей.
5. Создание сильного флота, необходимого для борьбы с морскими державами.
6. Распродажа буржуазии земель церкви, короны и многих видных роялистов для финансирования всех этих мероприятий.

### Протекторат
К 1650-м гг. индепендентские лидеры по мере удовлетворения своих интересов становились всё более реакционными. Возобновилось их сближение с пресвитерианами. К 1654 году распродажа земель была закончена. Появился новый класс землевладельцев, который хотел мира и порядка для преумножения своего имущества.
17 сентября 1656 года открылся второй парламент протектората. 25 марта 1657 года была принята Смиренная петиция, предлагавшая Кромвелю принять титул короля и восстановить палату лордов. Но в армии ещё были сильны левеллерские и республиканские настроения, несмотря на неоднократные чистки политически подозрительных элементов. Под давлением офицерской верхушки, не желавшей расставаться со своим влиянием в государстве, Кромвель вынужден был отказаться от королевского титула. Это не помешало парламенту придать его власти характер фактически королевский. Протекторат, являвшийся по сути военной диктатурой, был объявлен наследственным. 26 июня 1657 года была принята новая республиканская конституция. Исполнительная власть перешла к совету армейских грандов, находившемуся под парламентским контролем. Армия была поставлена под финансовый контроль парламента.

### Реставрация
Оливер Кромвель умер в сентябре 1658 года, прежде, чем новая конституция начала действовать сколько-нибудь удовлетворительно. Преемник, Ричард Кромвель, не имел в армии такого влияния как его отец. В результате гранды совершили дворцовый переворот и захватили власть, Ричард Кромвель был вынужден подать в отставку 25 мая 1659 года.
7 мая 1659 года гранды вновь созвали парламент. После 5 месяцев правления у него снова произошёл конфликт с армией. В октябре 1659 года генерал-майор Джон Ламберт силой разогнал парламент и установил военную диктатуру. Новой надеждой консервативных элит государства, напуганных радикализмом английской армии, стал бывший роялист генерал Джордж Монк, командовавший английскими силами в Шотландии. В январе 1660 года Монк со своей армией выступил из Шотландии против Ламберта. Войска Ламберта дезертировали, а сам он бежал в Лондон, а вслед за ним в город вступил Монк. Был восстановлен парламент, сформированный на основе старого избирательного права. Это означало возвращение монархии и господства землевладельческих классов. В мае 1660 года новый парламент призвал Карла II занять престол трёх королевств.

### Результаты революции
Революционные преобразования 1642—1653 гг. разрушили общественный строй феодализма и создали условия для свободного развития капитализма.
В результате распродажи земель появился новый класс землевладельцев — индепендентское дворянство. Земля стала товаром, утвердились буржуазные отношения. В них были вынуждены включаться и вернувшиеся позднее представители старого режима. Поражение демократического движения и бесправие мелких держателей открыло возможность для безжалостного повышения рент, огораживаний и сгона крестьян с земли, что вело к формированию класса безземельного пролетариата.
Король был лишён финансовой независимости и стал первым чиновником государства на жаловании парламента. Церковь потеряла свою власть и монополию на формирование общественного мнения, а также стала полностью зависеть от парламента.
Монаршие монополии и королевский контроль навсегда исчезли из сферы промышленности и торговли, за исключением необходимой буржуазии Ост-Индской компании. Цехи и законы об ученичестве были уничтожены. Революция провозгласила свободу торговли и предпринимательства. Исключительное значение имело принятие в 1651 году Навигационного акта, в соответствии с которым внешнеторговые перевозки могли совершаться лишь на английских кораблях или на судах страны, производившей этот товар. Закон подорвал посредническую торговлю и судоходство самого сильного соперника Англии — Голландии.
Освобождение науки и толчок, данный революцией свободной мысли и опыту, имели огромное значение для развития техники, обеспечившей аграрный и промышленный перевороты XVIII века. Идеи республиканского устройства, народоправия, равенства всех перед законом, которые несла революция, оказали влияние на историю других государств Европы.

## Хронология
- 1641, 3 ноября — после одиннадцатилетнего перерыва созван парламент, вскоре вышедший из-под контроля короны и позднее прозванный Долгим (англ. Long Parliament), так как действовал до 1653 года.
- 1641 — парламент отказался финансировать подавление мятежа в Ирландии и принял закон о невозможности роспуска парламента без его согласия. В ноябре 1641 парламент принял «Великую ремонстрацию» — сборник статей, перечислявших преступления короны. После этого государственная власть фактически сосредоточилась в руках парламента.
- 1642 — попытки короля Карла I распустить Парламент приводят к противостоянию сторонников Парламента (англ. Roundheads — «круглоголовых») и сторонников короля («роялистов»).
  - 10 января король покидает Лондон.
  - 4 июня был создан Комитет обороны, возглавивший военную деятельность парламента.
  - 6 июня парламент принял решение о наборе 10-тысячной армии, назначив главнокомандующим графа Эссекса.
  - 22 августа король объявляет начало операции по подавлению мятежа графа Эссекса, что фактически означает объявление войны парламенту. Резиденцией «кавалеров» стал Оксфорд.
  - 23 ноября — Битва при Эджгилле — первое крупное сражение парламентских сил «круглоголовых» и «кавалеров», второе — 13 ноября при Тернем-Грине.
- 1643, 20 сентября — Первая битва при Ньюбери. Военный союз с шотландцами.
- 1644 — шотландская интервенция. Битва при Марстон-Муре. «Кавалеры» потерпели сокрушительное поражение на севере Англии.
- 1645, 14 июня — сражение при Нейсби: разгром «кавалеров».
- 1646, 24 июня — взятие Оксфорда: бегство короля в Шотландию.
- 1647 — шотландцы выдали короля круглоголовым за солидную плату. Попытка парламента распустить армию натолкнулась на сопротивление левеллеров. Кромвель был вынужден пойти на частичные уступки мятежникам. Расколом в армии воспользовались кавалеры и попытались взять реванш, вступив в альянс с шотландцами.

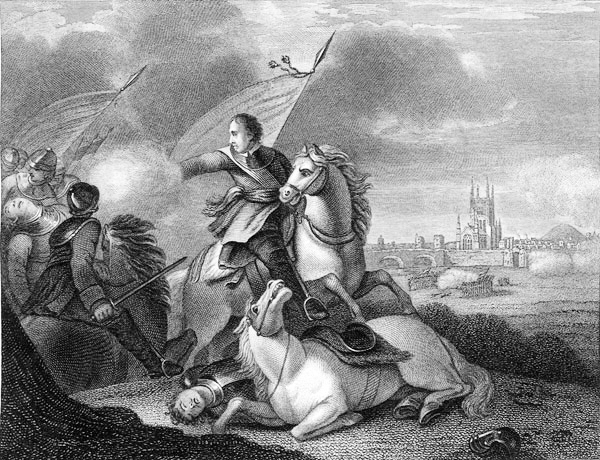
О. Кромвель в Битве при Вустере, 1651.
Гравюра из книги М. Стейса «Кромвелиана», 1810

- 1648, 17-19 августа — Битва при Престоне: разгром шотландцев. 4 октября конница Кромвеля вступила в Эдинбург.
- 1648 — Прайдова чистка.
- 1649, 30 января — казнь короля Карла I и установление независимой республики (англ. Commonwealth of England). Поход Кромвеля в Ирландию.
- 1650, 3 сентября — Битва при Данбаре: круглоголовые завоёвывают Эдинбург.
- 1651 — Битва при Вустере: армия республиканского полководца Кромвеля завоевывает Шотландию.
- 1653 — протекторат (англ. Protectorate) Оливера Кромвеля, который объявляет себя лордом-протектором (в Англии это титул регента). Старый парламент разогнан по обвинению в коррупции. Страна разделена на 11 военных округов во главе с генерал-майорами.
- 1658 — смерть лорда-протектора. Власть переходит к его сыну Ричарду, который пытается опереться на парламент в начавшемся противостоянии с армией.
- 1659 — Ричард Кромвель под давлением армии уходит с должности лорда-протектора, генерал Ламберт разгоняет парламент и устанавливает военную диктатуру.
- 1660 — Лондон занимают части генерала Монка, парламент принимает решение восстановить монархию и пригласить Карла II — сына Карла I — на пустующий престол. При нём Англиканская церковь (равноправная с другими религиями при Кромвеле) вновь становится господствующей церковью. Окончание английской революции.
- 1685 — воцарение Якова II, брата бездетного Карла II.
- 1688 — «Славная революция»: парламент постановил изгнать Якова II из страны, а на трон пригласить правителя протестантской Голландии Вильгельма Оранского (он приходился одновременно внуком Карлу I и зятем Якову). Вильгельм принял это предложение и стал королём (его супруга Мария разделяет с ним бремя королевского титула). В 1689 году состоялась его коронация, на которой он подтвердил свою верность двум парламентским документам, принятым незадолго до этого — «Habeas Corpus act» и «Билль о правах». Конец революции.

## В культуре
В художественной литературе
- Александр Дюма. Роман «Двадцать лет спустя» (1844).
- Фредерик Марриет. Роман «Дети Нового леса» (1846).
- Томас Майн Рид. Роман «Белая перчатка» (1864).
- Нил Стивенсон. Барочный цикл («Ртуть», «Смешенье», «Система мира», 2003—2004) — романы в жанре альтернативной истории. Несмотря на помещение в повествование вымышленных лиц, активно участвующих в политической и научной жизни Европы, Стивенсон подробно описывает эпоху гражданских войн и Славной революции.

В музыке
- Пуритане — опера Винченцо Беллини

В кино
- «Двадцать лет спустя» (Vingt ans après) — режиссёр Анри Диаман-Берже (Франция, 1922).
- «Лунный всадник» (The Moonraker) — режиссёр Дэвид Макдональд (Великобритания, 1958).
- «Алое лезвие» (The Scarlet Blade) — режиссёр Джон Джиллинг (Великобритания, 1964).
- «Главный охотник на ведьм» (Witchfinder General) — режиссёр Майкл Ривз (Великобритания, 1968).
- «Кромвель» (Cromwell) — режиссёр Кен Хьюз (Великобритания, 1970).
- «Уинстенли» (Winstanley) — режиссёры Эндрю Молло, Кевин Браунлоу (Великобритания, 1976).
- «Разделённые мечом» (By the Sword Divided) — режиссёры Брайан Фарнэм, Генри Герберт и др. (Великобритания, 1983—1985), телесериал.
- «Леди и разбойник» (The Lady And The Highwayman) — режиссёр Джон Хаф (Великобритания, 1988).
- «Возвращение мушкетёров» (The Return Of The Musketeers) — режиссёр Ричард Лестер (Великобритания-США, 1989).
- «Мушкетёры двадцать лет спустя» — режиссёр Георгий Юнгвальд-Хилькевич (Россия, Франция, 1992), мини-сериал.
- «Убить короля» (To Kill a King) — режиссёр Майк Баркер (Великобритания, Германия, 2003).
- «Любовница Дьявола: Унесенные страстью» (The Devil’s Whore) — режиссёр Марк Манден (Великобритания-США, 2008).
- «Поле в Англии» (A Field in England) — режиссёр Бен Уитли (Великобритания, 2013).

## Комментарии
1. ↑  Сэмюэл Гардинер и некоторые другие историки приводят другую версию: «Где Ваш ордер?» — спросил король. «Вот, — ответил Джойс, — вот мой ордер». «Где?» — спросил озадаченный Карл I. Джойс повернулся в седле и указал на ряды солдат, которые сражались с ним при Нейзби. «Вот мой ордер, позади меня!». «Это, действительно, прекрасный ордер, — сказал король, несомненно, с улыбкой, — а также написанный в лучшем виде, который я не видел во всей моей жизни, как и такой отряд храбрых солдат, я не видел давно»[10].
2. ↑  Они были потеряны до 1890 года, когда транскрипт был обнаружен в библиотеке Вустер-колледж в Оксфорде историком Ферс[англ.] и впоследствии опубликован как часть документов Кларка. Секретарь армейского совета Уильям Кларк записал стенограмму армейских дебатов. В транскрипте заявления не только руководителей армейского совета, но и простых солдат, которые были выбраны от имени своих полков, выражавщих стремления безымянной солдатской массы. Секретарь армейского совета не знал их имен. Он записывал их как «кожаныу куртки», т. е. солдат, одетых в толстые коричневые кожаные куртки кавалериста, или в одном случае «Бедфордширца», солдата, который, возможно, говорил с бедфордширским акцентом, или, носил знаки Бедфордширского полка[16].
3. ↑  Дебаты Патни дают удивительное представление об идеях, которые циркулировали в Лондоне и армии; идеи, порожденные опытом войны, ощущением возможностей, чувствовашими людьми, как в вопросе, который агитаторы задавали в дебатах Патни «за что сражался солдат?» Это фраза, которая многократно выходит на первый план в ходе дебатов, и говорит многое о лидерах армии. Лорд Генерал Томас Фэйрфакс в основном молчал; Фэрфакс был профессиональным солдатом, а не политиком и выступал в качестве председателя. Генри Айртон провёл большую часть дебатов от имени офицеров. Он явно стал раздражаться тем, что он видел как утопические схемы, выдвигаемые солдатами. В какой-то момент он ответил на вопрос: «За что сражался солдат?» говоря: «Я скажу вам, что солдат... боролся за то, чтобы воля одного человека не должна быть законом». Это было восприятие конфликта Айртоном но он также заявил о своем желании следовать за тем, куда может привести Бог. Кромвель был чем-то вроде посреднической фигуры. Он сказал относительно немного. Это было характерно для его манеры. Он часто принимал участие в принятии важных решений,  колебался, ждал, ждал знака от Бога, а затем, когда он был уверен, предпринимал решительные действия[18].